# Fatal Portrait
Fatal Portrait (Убитачан Портрет) је дебитантски албум данског хеви метал бенда Кинг Дајмонд издат 1986. године од стране издавачке куће Роудранер. То је једини Кинг Дајмондов албум у ком гитариста Енди Ла Рок није имао заслуге у писању текстова. Главни продуцент албума је био Rune Hoyer. Поред The Spider's Lullabye, ово је једини албум у коме се главна тема не провлачи кроз све песме појединачно.

## Прича
Пет песама са овог албума су јединствена прича. Наратор примећује лица у свакој свећи коју запали. Лице му изговара само једну једину реч: Jonah, он проналази једну стару књигу, изговара риме и ослобађа духа из свеће. То је у ствари, дух једне мале девојчице по имену Моли, која му затим исприча своју причу која се десила седам година раније; Госпођа Џејн је држала своју четворогодишњу кћер Моли заробљену на поткровљу све док није умрла. Пре тога, Госпођа Џејн је насликала портрет девојчице и поставила га изнад камина како би девојчица постала бесмртна. Ипак, Моли је некако успела да учини да се портрет обрати њеној мајци, па је госпођа Џејн имала представу колики је бол који девојчица трпи. Госпођа Џејн тада изговара риму и спаљује портрет приликом чега, сада слободан дух од Моли, се враћа и прогања своју мајку све док не скрене са ума.

## Листа песама
1. -  	                King Diamond	                6:38
2. -   	                King Diamond	                5:15
3. -   	        King Diamond	                5:06
4. -   	        King Diamond	                3:09
5. -   	                King Diamond, Michael Denner	4:14
6. -   	King Diamond	                3:33
7. -   	                King Diamond, Michael Denner	4:12
8. - 	King Diamond	                1:29
9. -   	                King Diamond, Michael Denner	3:54

### Бонус песме
1. - King Diamond, Michael Denner	4:20
2. - King Diamond	4:11

## Постава бенда
- Кинг Дајмонд - главни и пратећи вокали, гитара на "Voices from the Past"
- Енди Ла Рок - гитара
- Мајкл Денер - гитара
- Тими Хансен - бас гитара
- Мики Ди - бубњеви